# 火傷病

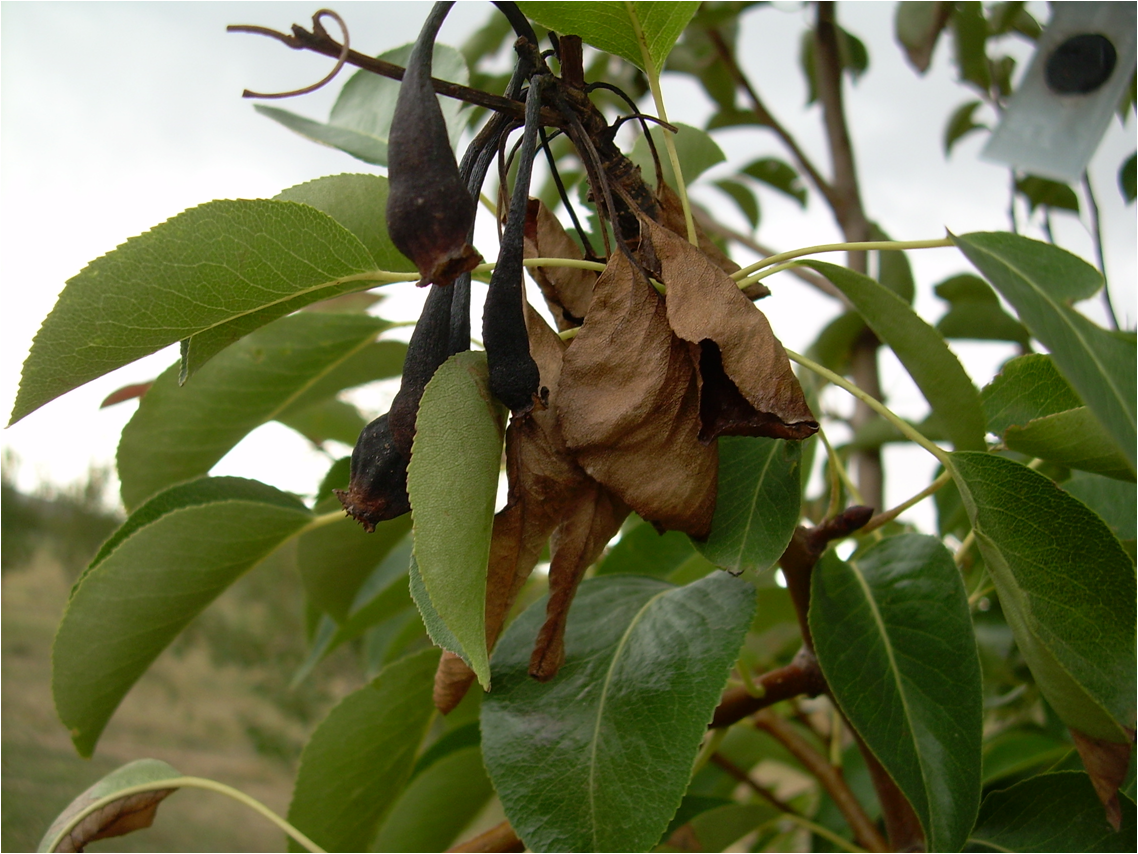
Erwinia amylovoraに感染したナシ

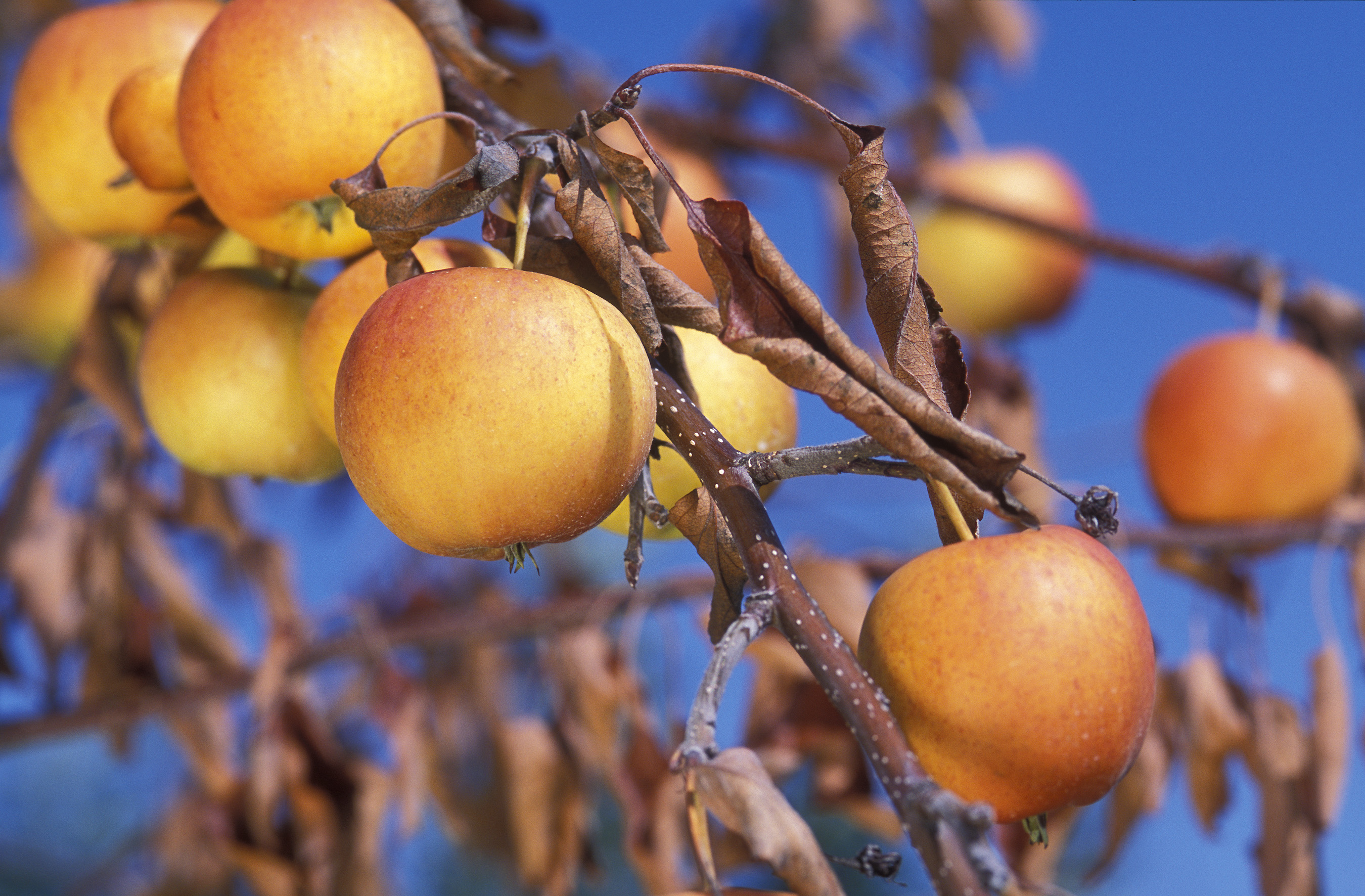
火傷病に感染し、焼け焦げたようになったリンゴの葉

火傷病（かしょうびょう、fireblight または fire blight）は、リンゴ、ナシ、マルメロなどの果樹、その他バラ科植物（サンザシ、コトネアスター、ナナカマドなどの花木）の猛威を振るう流行性の伝染病害である。アメリカ合衆国東部がその起源だと言われ、1シーズンで果樹園を全滅させることもあるため、欧米ではリンゴ、ナシを生産する農家にとっては深刻な関心事項となっている。これまでのところ、オーストラリアで発生したことはない。農林水産省は日本での発生を否定しているが、米国新聞ロサンゼルス・タイムズによると、1977年から北海道の梨の木に発見されたという。大韓民国では2015年5月に発生が報告された。

## 概要
真正細菌のグラム陰性菌に分類されるErwinia amylovoraという細菌がその病原体となっている。ナシは最も感染性が高いものの、リンゴ、マルメロ、サンザシ、コトネアスター、ナナカマド、木イチゴなどなども感染による被害は大きい。北米東部の風土病だと言われているものの、現在はオーストラリアを除く世界中で発生するに至っている。
感染した植物は、黒変、萎縮、ひびわれなどが生じて火にあぶられたような症状となり、やがて枯死するため、日本語では火傷病と呼ばれ、英語では fire（火）、blight（枯れ）を並べた名称で呼ばれている。
主に春の開花期に細菌が開いた花、芽、葉から侵入して感染。細菌は、蜜蜂などの昆虫はもとより、鳥、雨、風によって広汎に運ばれる性質を持つ。細菌はまた、吸汁性の昆虫や葉食昆虫などによる芽、葉、花木につけられた刺し傷、切り傷から侵入することも多い。さらに嵐などの強い風雨により、数分で果樹園全体が感染してしまうこともあり、何らの徴候や症状も見られなかった果樹園全体に広がってしまう例も報告されている。
高温・多湿は病勢の拡大を早めるが、冬季の低温は細菌が休眠状態となり、感染が進むことは少ない。被害部に細菌粘液を大量に溢出し、これが園地でのまん延の伝染源となる。
日本ですでに発生している「ナシ枝枯細菌病」もErwinia amylovoraによるが、ナシ枝枯細菌病菌はリンゴに病原性を持たないと日本政府が主張し、「各種火傷病菌と違いがある」ということを告発する。しかし、ナシ枝枯細菌病の病原細菌はErwinia amylovoraのbiovar4とする提案がなされている。
また、同種の菌による病害が発生していることで問題となり、枝枯細菌病について報告した研究者が農水省に何度も呼ばれ尋問されるなど厳しい扱いを受け、自らの命を絶ったことは悲しい出来事であった。

## 関連文献
- Joel L. Vanneste (Ruakura Research Centre, New Zealand), Fire Blight: The Disease and Its Causative Agent, Erwinia Amylovora, CABI Publishing, Aug 2000, ISBN 0851992943, （英語）
- Clay S. Griffith, Fire Blight: The Foundation of Phytobacteriology, American Phytopathological Society, Jul 2003, ISBN 0890543097（英語）